# Alcyonidium australe
Alcyonidium australe is een mosdiertjessoort uit de familie van de Alcyonidiidae. De wetenschappelijke naam van de soort is voor het eerst geldig gepubliceerd in 1979 door d'Hondt & Moyano.